# Magelonidae
Famille
Synonymes
- Maeadae Johnston, 1865[2]

Les Magelonidae sont une famille de vers annélides polychètes de l'ordre des Spionida. Les annélides sont des animaux protostomiens métamérisés vermiformes. 

## Liste des genres
Selon World Register of Marine Species (5 janvier 2019) :
- genre Magelona O.F.Müller, 1858
- genre Octomagelona Aguirrezabalaga, Ceberio & Fiege, 2001

## Publication originale
- (en) Cunningham & Ramage, 1888 : « The Polychaeta Sedentaria of the Firth of Forth ». Transactions of the Royal Society of Edinburgh, vol. 33, n. 3, pp. 635-684 (texte intégral).